# The Necrotic Manifesto
The Necrotic Manifesto es el octavo álbum de estudio de la banda belga de Death Metal Aborted.  Se lanzó al mercado el 29 de abril de 2014, en Europa mediante Century Media Records. El álbum, fue grabado en los "Hansen Studios" en Dinamarca bajo la producción de Jacob Hansen. 
El primer sencillo, "Coffin Upon Coffin", fue lanzado digitalmente el 14 de marzo de 2014. El tema "Purity of Perversion" fue nombrado así en honor al primer disco de la banda.

## Lista de canciones
Todas las canciones escritas y compuestas por Aborted. 
| N.º | Título                                                                        | Duración |  |
| 1.  | «Six Feet of Foreplay»                                                        | 1:12     |  |
| 2.  | «The Extirpation Agenda»                                                      | 3:11     |  |
| 3.  | «Necrotic Manifesto»                                                          | 2:45     |  |
| 4.  | «An Enumeration of Cadavers»                                                  | 3:31     |  |
| 5.  | «Your Entitlement Means Nothing» (feat. Vincent Bennett of The Acacia Strain) | 1:44     |  |
| 6.  | «The Davidian Deceit»                                                         | 3:32     |  |
| 7.  | «Coffin Upon Coffin»                                                          | 3:28     |  |
| 8.  | «Chronicles of Detruncation»                                                  | 3:08     |  |
| 9.  | «Sade & Libertine Lunacy»                                                     | 3:42     |  |
| 10. | «Die Verzweiflung»                                                            | 2:29     |  |
| 11. | «Excremental Veracity» (feat. Plegethon of Wormed)                            | 2:39     |  |
| 12. | «Purity of Perversion»                                                        | 2:45     |  |
| 13. | «Of Dead Skin & Decay»                                                        | 3:09     |  |
| 14. | «Cenobites»                                                                   | 5:31     |  |

| iTunes bonus track |                           |          |  |
| N.º                | Título                    | Duración |  |
| 15.                | «Arise» (Sepultura cover) | 3:22     |  |

| Limited Edition Bonus Tracks |                                         |          |  |
| N.º                          | Título                                  | Duración |  |
| 15.                          | «Saprophytes»                           | 3:27     |  |
| 16.                          | «Funeral Inception» (Suffocation cover) | 4:00     |  |
| 17.                          | «Concubine» (Converge cover)            | 1:29     |  |

## Personal de producción

### Aborted
- Sven de Caluwé: Voz
- Mendel bij de Leij: Guitarra
- Danny Tunker: Guitarra
- JB van der Wal: Bajo
- Ken Bedene: Batería

### Artistas invitados
- Vincent Bennett (The Acacia Strain)
- Phlegethon (Wormed)

### Producción
- Jacob Hansen – productor
- Alex Karlinsky – sonidista
- Pär Olofsson – artwork

- Datos: Q16887464